# South Styx River
Der South Styx River ist ein Fluss im Süden des australischen Bundesstaates Tasmanien.

## Geografie
Der etwas mehr als 13 Kilometer lange South Styx River entspringt an den Nordhängen der Jubilee Range im äußersten Nordosten des Southwest-Nationalparks und fließt von dort aus nach Nordosten. Rund fünf Kilometer südlich von  Maydena mündet er in den Styx River.